# District de Ntchisi
Ntchisi est un district du Malawi.

## Démographie
En 2018, le district contenait 317 069 habitants.